# Real McCoy

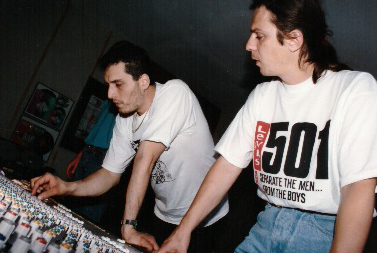
Frank Hassas & Juergen Wind

Real McCoy é uma banda alemã de eurodance, criada em 1987 na cidade de Berlim por Olaf Jeglitza, Patricia Petersen e Vanessa Mason. Seus principais sucessos são Another Night, de 1993, e Run Away, de 1994.

## História

### O início
Para muitos críticos especializados em dance music, o Real McCoy (formalmente conhecido como MC Sar and the Real McCoy) sendo uma referência no mundo da música eletrônica moderna. Juntamente com Twenty 4 Seven, 2 Unlimited, La Bouche e 2 Brothers on the 4th Floor, o Real McCoy alcançou o topo das paradas dance em todo o mundo, apresentou um mix de vários estilos diferentes como reggae, pop, house e eurodance, e influenciou toda uma geração de artistas similares como Mr. President, Fun Factory, Lovestation e Masterboy. O Real McCoy foi um dos primeiros Dance Acts que conseguiram atingir as paradas da Billboard, alcançando os primeiros lugares, até mesmo no EUA.
"Real McCoy" é uma expressão inglesa que significa "a coisa verdadeira", autêntica.
Por volta de 1983, O'Jay (nascido Olaf Jeglitza, o artista que mandava nos Raps) uniu-se a Quickmix, um DJ que costumava fazer suas festas e bailes na noite de Berlim. Após trabalharem juntos em alguns eventos, eles decidiram que era hora de entrar no mundo da produção artística. O mercado fonográfico alemão começou a receber suas produções como Wanna Be a Star e Action, ambas lançadas em nome de outros artistas. Mas foi em 1989, com um cover do clássico Pump Up the Jam, do Technotronic, que o nome MC Sar and the Real Mccoy começou a ser conhecido. O single atingiu a posição #16 da Billboard. A partir de aqui, nascia o que seria mais tarde o Real Mccoy, que era uma brincadeira com as palavras "MC Sar" e "Caesar".
O segundo single It's on You alcançou o primeiro lugar da Billboard em 12 países. Depois de mais alguns singles e um LP (On the Move), O'Jay deu uma pausa e começou a trabalhar no próximo álbum.

### Another Night
Foi quanto em 1993, veio o primeiro sucesso mundial do grupo Another Night, que já contava com vocais de Patsy (Patricia Petersen). O single foi seguido rapidamente por Runaway, que alcançou a marca de 1 milhão de cópias vendidas e um Disco de Ouro na  Alemanha.
Durante a gravação do álbum Another Night, uniu-se à dupla a cantora Vanessa Mason, que era filha de um oficial americano a serviço do exército, numa base militar alemã. A essa altura, o nome MC Sar já tinha sido eliminado, pois MC (Master of Ceremony) é um elemento mais frequente entre Rappers.
O álbum foi quase todo para as paradas. Os próximos singles Come and Get Your Love, Love and Devotion, Oh Boy! Automatic Lover e Operator, ganharam premiações, o que lhes rendeu o título de Melhor Artista, no Billboard Music Awards de 1995, Melhor Artista Alemão, no American Music Awards, Artista do Ano no mesmo Billboard Awards de 1995/1996.

### One More Time
Após o álbum, Patsy deixou o grupo. O'Jay e Vanessa, então, convidaram a cantora texana Lisa Cork para completar a trupe, que seria a mesma do próximo álbum One More Time. Em 1997, como o lançamento do álbum, a banda atinge, de novo, o sucesso. Nesta altura, o grupo tinha contrato com a Arista Records (a mesma do Ace of Base). O primeiro single, do mesmo nome do álbum, recebeu mais alguns prêmios. O álbum tinha as colaborações de vários artistas importantes da Dance Music, com produções dos Berman Brothers (This is your Night, de Amber), Tommy Eckman e Per Alderbrat (Ace of Base), Bass Bumpers (que fizeram mixes de suas músicas), e J. Wind (produtor de Another Night).
Os singles seguintes, Take a Look at your Life, I Wanna Come, Give a Little Love e Love Save Me, mostraram a evolução técnica do grupo.

### Separação e nova formação
Após o sucesso do álbum, Vanessa deixou o grupo, para fazer trabalho a solo. Lisa teve um bebê, e dedicou-se à família. O'Jay voltou às produções, trabalhando nos bastidores do Real Mccoy. Em 1999, eles relançam o single It's On You (seu primeiro sucesso na Europa) com uma imagem totalmente nova. Tudo isso enquanto a nova formação do grupo não estava definida.
Em fevereiro de 2000, surge o novo Real McCoy, com o novo single Hey Now. Os novos membros são Gabi, Jason e Ginger e o single traz de volta o som do Real McCoy, com uma canção que segue a linha musical de Love and Devotion.